# Limbo Messiah
Limbo Messiah je páté studiové album punk rockové německé kapely Beatsteaks, které vyšlo 30. března 2007 i v takzvané Deluxe Editions s DVD nazvaném Demons Galore. Album debutovalo v prvním týdnu prodeje na třetím místě německé albové hitparády a je to jejich nejvyšší umístění v kariéře.

## Informace o albu
Zpěvák kapely Arnim Teutoburg-Weiß v jednom interview řekl, že na album pracovali tři roky. Začali téměř ihned po vydání předchozí desky Smack Smash. V roce 2005 vydala kapela DVD nazvané B-Seite a rozhodli se dát si od hudby krátkou pauzu. Na Limbo Messiah začali pracovat v létě 2006.
Celkový zvuk Limbo Messiah je temnější než na Smack Smash. Některé písně například Sharp, Cool & Collected nebo Demons Galore jsou označovány za rychlý a agresivní punk rock. Avšak další písně jako Cut Off the Top nebo She Was Great nabízejí zcela jinou hudební polohu kapely. V She Was Great zpívá Arnim falzetem.
Oproti Smack Smash se na albu pěvecky podílejí další členové kapely. Bubeník Thomas Götz zpívá refrén Jane Became Insane, kytarista Peter Baumann zpívá v písni E-G-O a v koncertní podobě Hail to the Freaks.

## Singly
První singl vyšel 9. března 2007 a jmenuje se Jane Became Insane, ke kterému kapela natočila i vtipný videoklip, který ocenila i německá mutace MTV Zlatou deskou. 29. června 2007 vyšel druhý singl Cut Off the Top, který je na albu v jiné, pomalejší verzi, než v jaké je k slyšení ve videoklipu nebo na singlu. Píseň byla zařazena i na evropskou edici soundtracku k filmu Spiderman 3. Třetím singlem se stane píseň Demons Galore, která vyjde 5. října 2007 společně se stejnojmenným EP.
Posledním singlem z desky je píseň Meantime, ke které natočili v Praze animovaný videoklip proložený záběry z koncertu.

## Seznam písní
1. "As I Please" – 2:35
2. "Jane Became Insane"– 2:45 Videoklip
3. "Sharp, Cool & Collected"– 2:12
4. "Meantime" – 2:30 Videoklip
5. "Demons Galore" – 2:51 Videoklip
6. "Cut Off the Top" – 3:13 Videoklip
7. "Bad Brain" – 2:38
8. "She Was Great" – 2:46
9. "Soljanka" – 3:54
10. "Hail to the Freaks" – 3:13
11. "E-G-O" – 2:43

## Umístění ve světě
| Stát      | Umístění |
| --------- | -------- |
| Německo   | 3        |
| Rakousko  | 4        |
| Švýcarsko | 19       |